# Ballymoney (district)
Ballymoney is een voormalig district ( met borough status) in Noord-Ierland. Het is sinds 2015 deel van het district Causeway Coast and Glens. Ballymoney telde in 2007 29.700 inwoners. De oppervlakte bedraagt 418 km², de bevolkingsdichtheid is 71,1 inwoners per km².
Van de bevolking is 66,2% protestant en 31,9% katholiek.
Antrim · Ards · Armagh · Ballymena · Ballymoney · Banbridge · Belfast · Carrickfergus · Castlereagh · Coleraine · Cookstown · Craigavon · Derry (Londonderry) · Down · Dungannon en South Tyrone · Fermanagh · Larne · Limavady · Lisburn · Magherafelt · Moyle · Newry and Mourne · Newtownabbey · North Down · Omagh · Strabane